# The Colour of My Love Tour
Il The Colour of My Love Tour 1994/1995 è la sesta tournée della cantante pop canadese Céline Dion, organizzata per il lancio dell'album The Colour of My Love.

## Informazioni sul Tour
Céline Dion ha iniziato il tour nel marzo 1994 in Canada, partendo dal O'Keefe Centre di Toronto. Si è anche esibita in 6 concerti al Montreal Forum fra aprile e maggio.
Fra il 21 aprile e il 6 maggio 1994 ha cantato a Tokyo e Osaka, in Giappone, per i concerti tributo a David Foster, diretti da Tony Greco.
Dall'8 giugno al 27 agosto 1994, Céline Dion è andata in tour negli USA con Michael Bolton in teatri da 20 000 posti e in anfitetari all'aperto. È stato il loro secondo tour "tutto esaurito".
Nel settembre 1994 Céline si è esisbita all'Olympia di Parigi e nel dicembre 1994 di nuovo in Giappone.
Nel maggio 1995 è andata in tour nel Regno Unito, tenendo anche un concerto "tutto esautito" all'Hammersmith Apollo di Londra il 25 maggio.

## Performance di apertura
- The Barra MacNeils
- Marc Dupré (FR)

## Lista canzoni

### Normale
1. "Ce n'était qu'un rêve"1
2. "Everybody's Talkin' My Baby Down"
3. "Where Does My Heart Beat Now"
4. "If You Asked Me To"
5. "Only One Road"
6. "Beauty and the Beast"
7. "Misled"
8. "Calling You"
9. "L'amour existe encore"
10. "Je danse dans ma tête"
11. "Unison"
12. "When I Fall in Love"
13. "Think Twice"
14. "River Deep,Mountain High"
15. "Love Can Move Mountains"
16. "The Colour of My Love"
17. "The Power of Love"
18. "Can't Help Falling in Love"

1interpretata al Montreal Forum

### Francia
1. "Des mots qui sonnent"
2. "Where Does My Heart Beat Now"
3. "L'amour existe encore"
4. "Je danse dans ma tête"
5. "Calling You"
6. "Elle"
7. "Oxygène"
8. Medley Starmania:
  1. "Quand on arrive en ville"
  2. "Les uns contre les autres"
  3. "Le monde est stone"
  4. "Naziland, ce soir on danse"
9. "Le blues du businessman"
10. "Le fils de superman"
11. "Love Can Move Mountains"
12. "Un garçon pas comme les autres (Ziggy)"
13. "Power Of Love"
14. "Quand on n'a que l'amour"

## Date del tour
| Nord America      |                   |             |                                     |
| 11 febbraio 1994  | San Francisco     | Stati Uniti | Palace of Fine Arts Theatre         |
| 14 febbraio 1994  | Los Angeles       | Stati Uniti | Wadsworth Theatre                   |
| 17 febbraio 1994  | Atlanta           | Stati Uniti | Roxy Theatre                        |
| 18 febbraio 1994  | Miami             | Stati Uniti | Gusman Theater                      |
| 20 febbraio 1994  | Chicago           | Stati Uniti | Park West                           |
| 21 febbraio 1994  | Saint Paul        | Stati Uniti | World Theatre                       |
| 23 febbraio 1994  | Cleveland         | Stati Uniti | Garfield Heights Little Theatre     |
| 24 febbraio 1994  | Washington        | Stati Uniti | Lisner Auditorium                   |
| 27 febbraio 1994  | Boston            | Stati Uniti | Berklee Performance Center          |
| 28 febbraio 1994  | New York          | Stati Uniti | The Town Hall                       |
| 5 marzo 1994      | Toronto           | Canada      | O'Keefe Centre                      |
| 6 marzo 1994      | Toronto           | Canada      | O'Keefe Centre                      |
| 7 marzo 1994      | Toronto           | Canada      | O'Keefe Centre                      |
| 12 marzo 1994     | Sydney            | Canada      | Centre 200                          |
| 14 marzo 1994     | Halifax           | Canada      | Halifax Metro Centre                |
| 15 marzo 1994     | Saint John        | Canada      | Harbour Station                     |
| 17 marzo 1994     | Moncton           | Canada      | Moncton Coliseum                    |
| 25 marzo 1994     | Montréal          | Canada      | Forum de Montréal                   |
| 26 marzo 1994     | Montréal          | Canada      | Forum de Montréal                   |
| 27 marzo 1994     | Montréal          | Canada      | Forum de Montréal                   |
| 29 marzo 1994     | Montréal          | Canada      | Forum de Montréal                   |
| 30 marzo 1994     | Montréal          | Canada      | Forum de Montréal                   |
| 31 marzo 1994     | Montréal          | Canada      | Forum de Montréal                   |
| 4 aprile 1994     | London            | Canada      | Alumni Hall                         |
| 5 aprile 1994     | London            | Canada      | Alumni Hall                         |
| 7 aprile 1994     | Hamilton          | Canada      | Copps Coliseum                      |
| 9 aprile 1994     | Québec            | Canada      | Colisée Pepsi                       |
| 6 maggio 1994     | Vancouver         | Canada      | Queen Elizabeth Theatre             |
| 7 maggio 1994     | Vancouver         | Canada      | Queen Elizabeth Theatre             |
| 8 maggio 1994     | Vancouver         | Canada      | Queen Elizabeth Theatre             |
| 14 maggio 1994    | Edmonton          | Canada      | Northlands Coliseum                 |
| 17 maggio 1994    | Saskatoon         | Canada      | Saskatchewan Place                  |
| 18 maggio 1994    | Regina            | Canada      | Saskatchewan Centre of the Arts     |
| 20 maggio 1994    | Winnipeg          | Canada      | Winnipeg Arena                      |
| 22 maggio 1994    | Sudbury           | Canada      | Sudbury Community Arena             |
| 24 maggio 1994    | Toronto           | Canada      | O'Keefe Centre                      |
| 25 maggio 1994    | Toronto           | Canada      | O'Keefe Centre                      |
| 27 maggio 1994    | Ottawa            | Canada      | National Arts Centre                |
| 28 maggio 1994    | Ottawa            | Canada      | National Arts Centre                |
| 29 maggio 1994    | Ottawa            | Canada      | National Arts Centre                |
| 31 maggio 1994    | Kitchener         | Canada      | Centre In The Square                |
| 8 giugno 1994     | Dallas            | Stati Uniti | SuperPages.com Center               |
| 10 giugno 1994    | Denver            | Stati Uniti | Fiddler's Green Amphitheatre        |
| 11 giugno 1994    | Salt Lake City    | Stati Uniti | EnergySolutions Arena               |
| 13 giugno 1994    | Las Vegas         | Stati Uniti | Thomas & Mack Center                |
| 15 giugno 1994    | Phoenix           | Stati Uniti | Cricket Wireless Pavilion           |
| 17 giugno 1994    | San Bernardino    | Stati Uniti | San Manuel Amphitheater             |
| 19 giugno 1994    | San Diego         | Stati Uniti | San Diego Sports Arena              |
| 20 giugno 1994    | Los Angeles       | Stati Uniti | Greek Theatre                       |
| 22 giugno 1994    | Los Angeles       | Stati Uniti | Greek Theatre                       |
| 24 giugno 1994    | Los Angeles       | Stati Uniti | Greek Theatre                       |
| 25 giugno 1994    | Los Angeles       | Stati Uniti | Greek Theatre                       |
| 11 luglio 1994    | Minneapolis       | Stati Uniti | Target Center                       |
| 12 luglio 1994    | Milwaukee         | Stati Uniti | Marcus Amphitheater                 |
| 14 luglio 1994    | Detroit           | Stati Uniti | DTE Energy Music Theatre            |
| 16 luglio 1994    | Detroit           | Stati Uniti | DTE Energy Music Theatre            |
| 17 luglio 1994    | Detroit           | Stati Uniti | DTE Energy Music Theatre            |
| 20 luglio 1994    | Cuyahoga Falls    | Stati Uniti | Blossom Music Center                |
| 22 luglio 1994    | Saint Louis       | Stati Uniti | Verizon Wireless Amphitheater       |
| 23 luglio 1994    | Kansas City       | Stati Uniti | Sandstone Amphitheater              |
| 25 luglio 1994    | Cincinnati        | Stati Uniti | Riverbend Music Center              |
| 2 agosto 1994     | Atlanta           | Stati Uniti | Aaron's Amphitheatre                |
| 4 agosto 1994     | Middletown        | Stati Uniti | Orange County Fair                  |
| 6 agosto 1994     | Wantagh           | Stati Uniti | Nikon at Jones Beach Theater        |
| 7 agosto 1994     | Wantagh           | Stati Uniti | Nikon at Jones Beach Theater        |
| 10 agosto 1994    | Wantagh           | Stati Uniti | Nikon at Jones Beach Theater        |
| 14 agosto 1994    | Holmdel           | Stati Uniti | PNC Bank Arts Center                |
| 15 agosto 1994    | Holmdel           | Stati Uniti | PNC Bank Arts Center                |
| 17 agosto 1994    | Scranton          | Stati Uniti | Toyota Pavilion at Montage Mountain |
| 19 agosto 1994    | Harrisburg        | Stati Uniti | Hersheypark Stadium                 |
| 20 agosto 1994    | Pittsburgh        | Stati Uniti | Post-Gazette Pavilion               |
| 22 agosto 1994    | Ottawa            | Canada      | Ottawa Civic Centre                 |
| 23 agosto 1994    | Washington        | Stati Uniti | Capital Centre                      |
| 25 agosto 1994    | Old Orchard Beach | Stati Uniti | Seashore Performing Arts Center     |
| 26 agosto 1994    | Ottawa            | Canada      | Lansdowne Park                      |
| 27 agosto 1994    | Saratoga Springs  | Stati Uniti | Seashore Performing Arts Center     |
| Europa            |                   |             |                                     |
| 27 settembre 1994 | Parigi            | Francia     | L'Olympia                           |
| 28 settembre 1994 | Parigi            | Francia     | L'Olympia                           |
| 29 settembre 1994 | Parigi            | Francia     | L'Olympia                           |
| 4 ottobre 1994    | Londra            | Regno Unito | Cambridge Theatre                   |
| 12 ottobre 1994   | Montreux          | Svizzera    | Auditorium Stravinski               |
| Nord America      |                   |             |                                     |
| 24 novembre 1994  | Montréal          | Canada      | Forum de Montréal                   |
| 25 novembre 1994  | Montréal          | Canada      | Forum de Montréal                   |
| 26 novembre 1994  | Montréal          | Canada      | Forum de Montréal                   |
| Asia              |                   |             |                                     |
| 5 dicembre 1994   | Tokyo             | Giappone    | Nakano Sun Plaza Hall               |
| 6 dicembre 1994   | Tokyo             | Giappone    | Nakano Sun Plaza Hall               |
| 8 dicembre 1994   | Nagoya            | Giappone    | Club Quattro                        |
| 9 dicembre 1994   | Osaka             | Giappone    | Arukaikku Hall                      |
| 10 dicembre 1994  | Tokyo             | Giappone    | Shibuya Public Hall                 |
| Nord America      |                   |             |                                     |
| 19 febbraio 1995  | West Palm Beach   | Stati Uniti | West Palm Beach Auditorium          |
| Europa            |                   |             |                                     |
| 19 maggio 1995    | Birmingham        | Regno Unito | Symphony Hall                       |
| 20 maggio 1995    | Glasgow           | Regno Unito | Glasgow Royal Concert Hall          |
| 23 maggio 1995    | Manchester        | Regno Unito | Manchester Apollo                   |
| 25 maggio 1995    | Londra            | Regno Unito | Hammersmith Apollo                  |
| 27 maggio 1995    | L'Aia             | Paesi Bassi | NCC Theater                         |

## Registrazioni
I concerti del 7-8 settembre 1993 a Le Théàtre Capitole di Québec sono stati trasmessi dalla CTV e da Disney Channel per la regia di Tony Greco e poi sono stati pubblicati nell'home video The Colour of My Love Concert.
Nel settembre 1994, durante una serie di concerti tutto esaurito all'Olympia di Parigi. Céline ha registrato l'album live À l'Olympia, ma il video non è stato mai pubblicato.

## Staff

### Band
- Musical director: Claude "Mego" Lemay
- Drums: Dominique Messier
- Bass: Jeff Myers
- Keyboards: Yves Frulla
- Guitars: André Coutu
- Backing Vocals: Sisandra Myers, Maurice Davis, Anita Robinson

### Show
- Tour director: Tony Greco
- Director of operations: Lloyd Brault
- Production manager: Ian Donald
- Tour accountant: Sylvia Hebel
- Sound engineer: Danis Savage
- Monitor engineer: Daniel Baron
- System engineer: François Desjardins
- Lighting director: Yves Aucoin
- Moving light operator: Normand Chassé
- Equipment manager: Jean-François Dubois
- Equipment assistant: Serge Lacasse
- Tour assistant: Patrick Angélil
- Tour assistant: Michel Dion
- Tour assistant: Louise Labranche
- Chauffeurs: Marc Deschamp, Jacques Riopel
- Bodyguard: Eric Burrows
- Hair: Louis Hechter